# Spiradiclis ferruginea
Spiradiclis ferruginea är en måreväxtart som beskrevs av Ding Fang och D.H.Qin. Spiradiclis ferruginea ingår i släktet Spiradiclis och familjen måreväxter. Inga underarter finns listade i Catalogue of Life.